# Pedro Rodríguez de Campomanes
Pedro Rodríguez de Campomanes (Santa Eulalia de Sorriba, Tineo, 1 de julho de 1723 — Madrid, 3 de fevereiro de 1802) foi um político, jurista e economista espanhol.

## Biografia
Os seus dados biográficos são escassos. Nascido na localidade de Sorribia, no concelho de Tineo, Astúrias, crê-se que tenha feito os seus estudos básicos em Sevilha. Dos seus numerosos cargos oficiais, depreende-se que sempre tenha estado muito ligado à política.
Apontado como um adepto do despotismo esclarecido, promoveu o comércio, opôs-se aos monopólios dos grémios e da Mesta (a poderosa confederação dos pastores) e apoiou a expulsão dos jesuítas e desamortização dos seus bens.
Foi ministro das finanças em 1760, no primeiro governo reformista do reinado de Carlos III, chefiado por José Moñino y Redondo, conde de Floridablanca, tendo sido demitido dos seus cargos em 1789 por causa do temor que a Revolução Francesa inspirou ao rei.
Além de ministro, em 1762 foi fiscal do Conselho de Castela, a que viria a presidir. Membro da Real Academia Espanhola desde 1763, ascenderia a presidente da Real Academia Espanhola de História em 1764. Em 1765, ano em que publicou o Tratado de la regalía de amortización, foi nomeado presidente da Mesta.
Em 1775 promove a constituição da Real Sociedade Económica de Madrid, uma das Sociedades Económicas de Amigos do País fundadas no espírito do Iluminismo, que pretendiam promover o desenvolvimento e a difusão da cultura a todos os cidadãos.
Em 1780 recebeu o título de conde de Campomanes, segundo uma lei que permitia a ascensão à nobreza de pessoas influentes mesmo que não tivessem tradição heráldica. Em 1786 foi nomeado presidente do Conselho de Castela e em 1789 chegou a presidente das Cortes, cargo que só abandonaria em 1793, com a ascensão ao trono de Carlos IV.
Após a sua morte, o inventário da sua biblioteca revelou o seu interesse de Campomanes pelos temas relativos ao continente europeu e os seus conhecimentos da realidade política e social da sua época.

## Obras
- ???? — Antiquidad maritima de la republica de Cartago,[b] com um apêndice com a tradução da Viagem de Aníbal, o Cartaginês, com curiosas anotações.[b]
- 1747 — Historia de la Orden y Caballería de los Templarios. Considerada um dos documentos mais importantes e completos sobre a Ordem dos Templários, o processo que se seguiu à sua extinção e à morte na fogueira dos seus dirigentes mais destacados. Também discorre minuciosamente sobre o destino dos bens dos templários.
- 1765 — Tratado de la regalía de amortización.
- 1767 — Dictamen fiscal de la expulsión de los jesuitas de España.[c]
- 1774 — Discurso sobre el fomento de la industria popular.[d]
- 1775 — Discurso sobre la educación popular de los artesanos.[e] Como suplemento, foram publicados quatro ensaios, qualquer deles consideravelmente mais volumoso que a obra propriamente dita. O primeiro contém reflexões sobre as causas do declínio dos ofícios e manufaturas em Espanha durante o último século. O segundo aponta os passos necessários para melhorar ou restabelecer as velhas manufaturas, e contém uma curiosa coleção de decretos reais visando encorajar as artes e ofícios e a introdução de matérias primas estrangeiras. O terceiro trata das leis corporativas dos artesãos, em contraste com o resultado da legislação espanhola e das ordenanças municipais das cidades. O quarto contém oito ensaios de Francisco Martínez de Mata sobre comércio nacional, com algumas observações adaptadas às circunstâncias da época.[b]